# 1999年のル・マン24時間レース

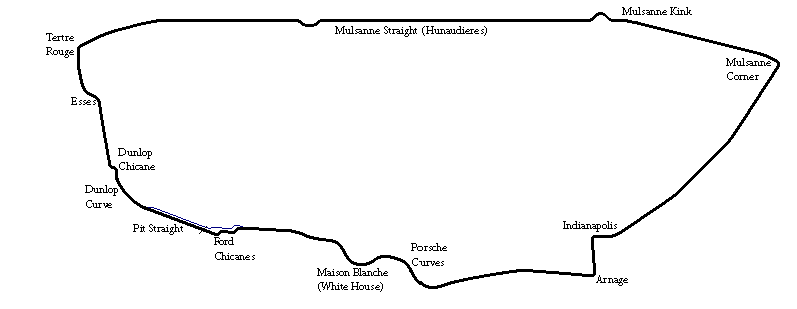
1999年のル・マン

1999年のル・マン24時間レースは、第67回目の耐久レースであり、1999年6月12日と13日に開催された。レースには、アウディ、BMW、フェラーリ、ローラ、メルセデス・ベンツ、日産、パノス、ライリー&スコット、トヨタなど、最高峰のルマンプロトタイプクラスに多数のエントリーがあった。ヤニック・ダルマス、ピエルルイジ・マルティニ、ヨアヒム・ヴィンケルホックのBMW・V12 LMRは、車の信頼性と燃費により、ライバルに勝ち、総合優勝した。

## 概要
1999年には、ワークスの関与がさらに増加した。ポルシェは、プロトタイプクラスにチームを送らなかったが、トヨタは3台のトヨタ・GT-One TS020（ただし＃3は前年型）をLMGTPクラスに出場させ、メルセデス・ベンツは3台のCLRのLMGTPで出場。一方、日産はパノスと同様に、GT1からオープンコックピットLMPの日産・R391に移行した。
新規参戦のアウディは、2台のオープンコックピットR8Rと2つのクローズドコックピットR8Cを使用して、両方のクラスで参戦した。 BMWは、オープンコックピットのLMPを継続してBMW・V12 LMRで参戦 。ワークスのV12LMRはシュニッツァー・モータースポーツによって運営されたが、前年使用の2台はプライベーター（1台はチーム郷）でエントリーされた。

## メルセデスCLRの事故
この年のル・マンでは、メルセデス・ベンツ・CLRのチームが予選、レースで合計3つの大きなクラッシュが発生した。 CLRの空力設計上の欠陥により、特にインディアナポリスへの走行やミュルザンヌストレートなど、別の車を追いかけたり丘の頂上にいたりするときに、車のノーズの下に大量の空気が溜まる可能性があった。
マーク・ウェバーのCLR4号車は、木曜日の夜の予選中にインディアナポリスで空中を飛んだ。金曜日に、メルセデスチームが問題を解決しようとして、リアサスペンションを微調整して、新しいシャーシで4号車を修復することを許可された。ダウンフォースを高めるために、ウィングレットが前面に取り付けられた。すべての車が予選を通過したが、土曜日の朝のウォームアップ中に、ウェバーはユノディエールのこぶの上で舞い上がり、リアから接地した後横転し屋根から落下し、ミュルザンヌのコーナーで止まるまで滑走した。 4号車はレースを棄権したが、他の2台のCLRは決勝レースを戦う為、不安定さを緩和するためさらに別の試みで緊急調整を行った。
スタート5時間後の75周目、ピーター・ダンブレックのCLR5号車もインディアナポリスコーナー（トラックの非常にでこぼこしたセクション）の直前で空中を飛行し、今度はトラックから飛び出してコース脇の林に墜落した。この事件は、前の2つとは異なり、実際にテレビカメラによって映され、世界中に放送された。メルセデス・ベンツはすぐに残りのCLR6号車を棄権し、レースから姿を消した。
メルセデス・ベンツがル・マンとスポーツカーレースから撤退したのは、2回目。最初の事故は、1955年のルマンの事故だった。

## レース
レース序盤、マーティン・ブランドルとティエリー・ブーツェンがドライブする予選トップの＃1と＃2のトヨタは、ベルント・シュナイダーがドライブする＃6メルセデス、クリストフ・ブシューがドライブする＃5メルセデスと戦った。 ＃17 BMWは決して遅れることはなく、その優れた燃費を利用してピットストップでリードを獲得した。トヨタ＃1、＃2、メルセデス＃6、BMW＃17はすべて、さまざまなポイントでレースをリード。レース開始5時間の午後8時、＃17 BMWがトップ。＃2トヨタ2位、＃5メルセデス3位、＃6メルセデス4位でレースをリードした。ダンブレックの事故が起こったのは、この2位と3位の戦いの最中だった。これは残りの＃6メルセデスの即時撤退に繋がった。
ダンブレックの事故の結果としての長いセーフティカー期間の後、ブランドルは午後11時30分に＃1トヨタをリタイアした。彼は、以前の機械的な問題から時間を取り戻そうとしてミュルザンヌストレートの最初のシケインのブレーキングで高速でパンクした。パンクは車を横向きにしバリアに突っ込み、リアサスペンションにひどいダメージを与えた。ブランドルは車をピットに戻そうとしましたが、最終的にはアルナージュに停車した。レースはまだ＃17 BMWと＃2トヨタの間で、トヨタは優れたペースを持っていたが、BMWは大きい燃料タンクでさらに進むことができた。それらに続いて、＃15 BMWと＃3トヨタが続いた。午前2時ごろ、ティエリー・ブーツェンが運転していた＃2トヨタは、追い越した周回遅れの車にダンロップブリッジの下で後ろから高速で衝突に見舞われた。車は破壊され、ブーツェンは腰の怪我を負い、車から引き抜かなければならなかった。彼は、この事故の後、レースキャリアを終えた。
夜明けまでに、＃17BMWは＃15BMWの前で4周差。午前10時頃、 ＃17BMWを運転しているJ.J.レートはスロットルが動かなくなり、ポルシェカーブでクラッシュした。車の前部がひどく損傷していて、リタイヤした。これにより、＃15BMWは＃3トヨタよりも1周差。このタイム差で片山右京は3分35秒のレース中のファステストラップを記録した。彼はギャップを1分未満にし、さらに追い上げた時、左リアタイヤがバースト。バースト時の速度は約204mph（＝328km/h）であったが、二車線しか無い公道区間にもかかわらずスピンすることなく体勢を立て直し、片山はピットに戻ってタイヤを交換、レースを続行させた。それによりBMWは1位。トヨタが2位。アウディはル・マン初参戦で3位になった。
1999年のレースは、いくつかのメーカーにとって最後のレースだった。アウディだけが2000年以降も参戦。メルセデスはCLR事件により、レーシングスポーツカーレースのドイツツーリングカー選手権（DTM）シリーズへ、BMWはF1でエンジンをウィリアムズF1へ供給 。トヨタも1998年と1999年の両方の年で1台だけがレースを完走、2002年からのF1参戦準備の為撤退した。トヨタは最終的に2012年のル・マン、2012年のWECに復帰し、最終的には2018年に初めてル・マンで勝利した。

## 公式結果

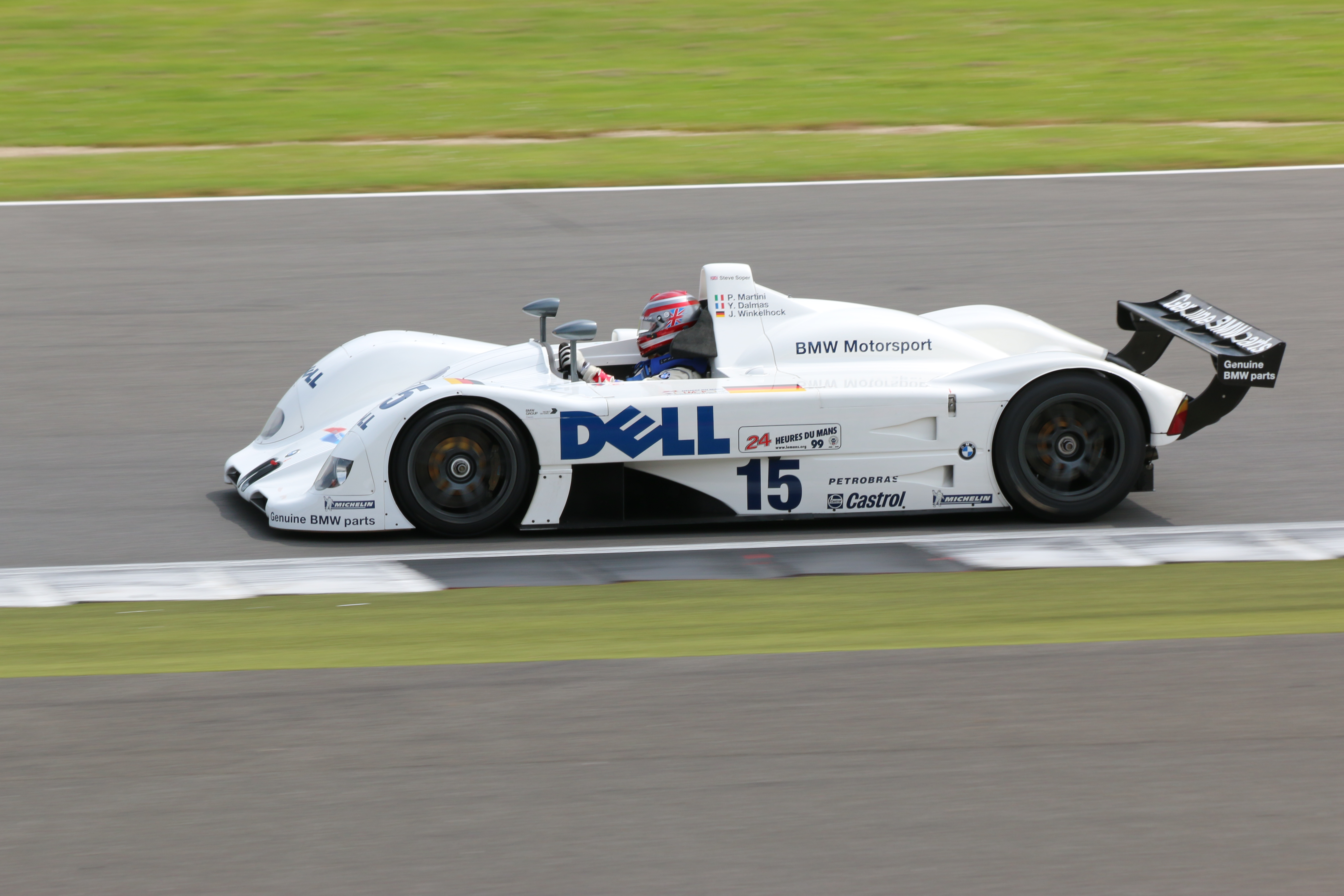
優勝した＃15 BMW・V12 LMR

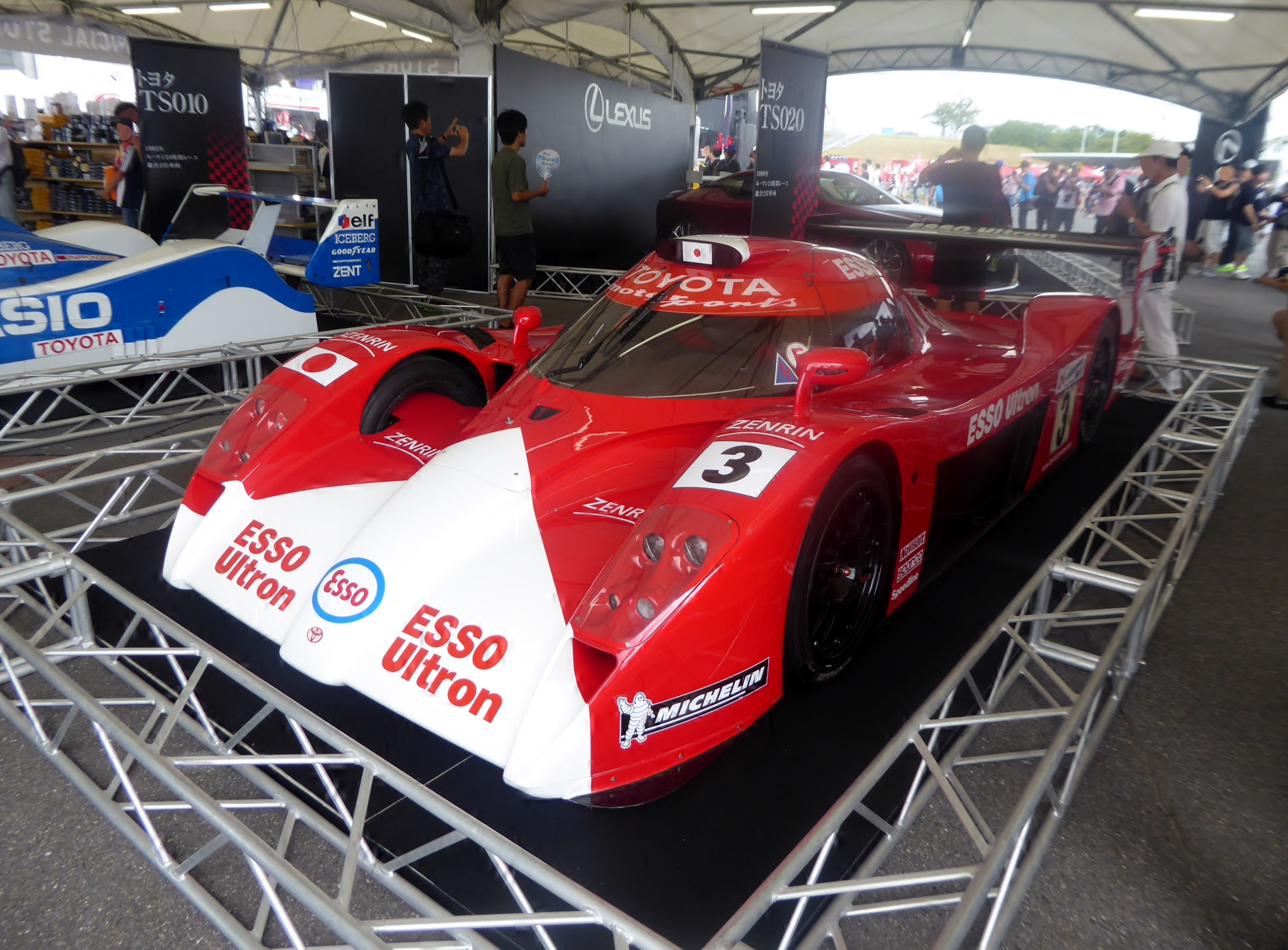
トヨタはレースを通してトップチャレンジャーだった。この＃3トヨタGT-Oneは、トヨタにとって唯一の完走であり、2位でフィニッシュした。

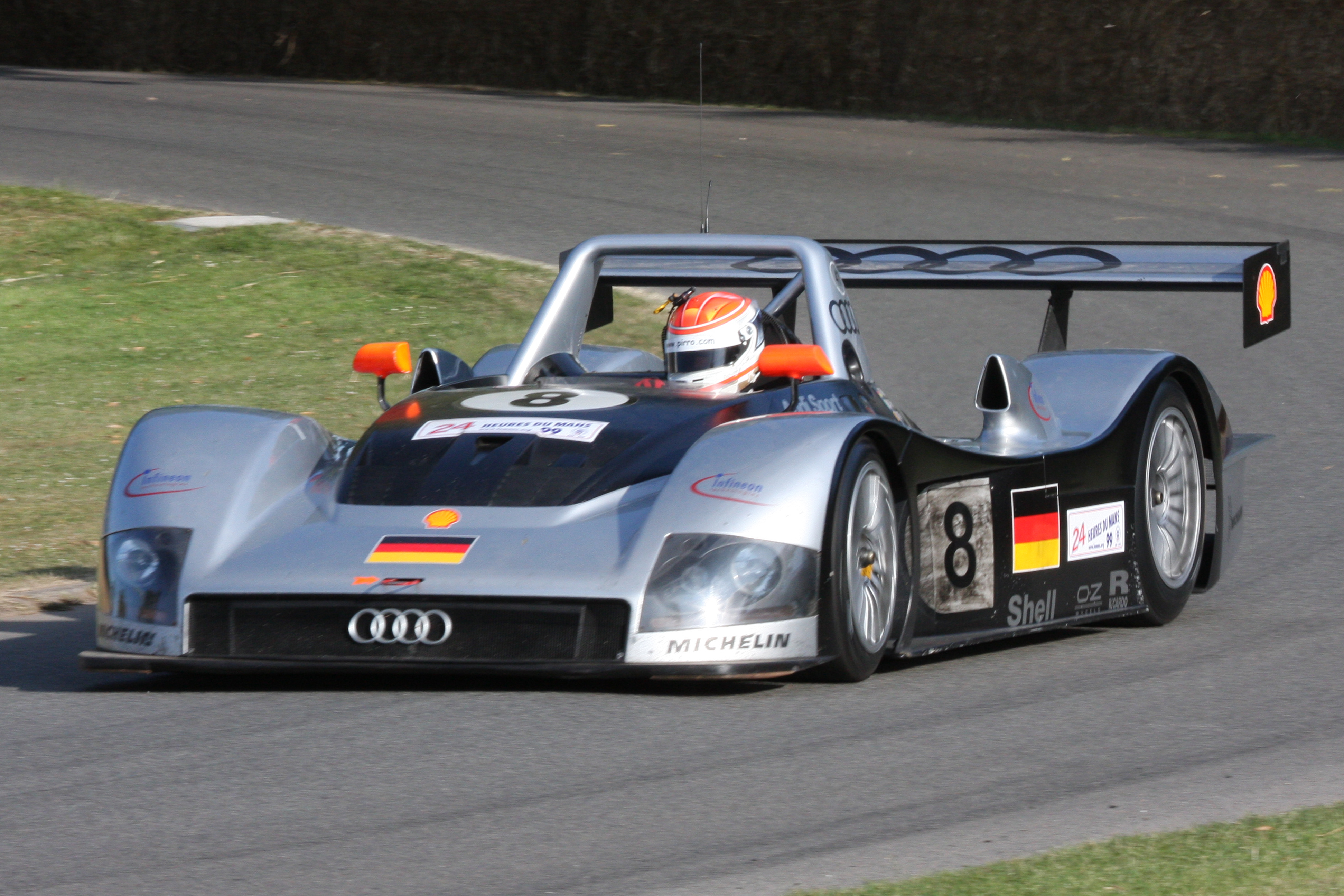
この＃8アウディ・R8Rが3位で表彰台に乗った時、それはル・マンでのアウディ支配の時代になる序章だった。

| Pos | Class | No | Team                                           | Drivers                                                                        | Chassis                            | Tyre | Laps |
| Pos | Class | No | Team                                           | Drivers                                                                        | Engine                             | Tyre | Laps |
| --- | ----- | -- | ---------------------------------------------- | ------------------------------------------------------------------------------ | ---------------------------------- | ---- | ---- |
| 1   | LMP   | 15 | チームBMWモータースポーツ                      | - ヨアヒム・ヴィンケルホック - ピエルルイジ・マルティニ - ヤニック・ダルマス   | BMW・V12 LMR                       | M    | 365  |
| 1   | LMP   | 15 | チームBMWモータースポーツ                      | - ヨアヒム・ヴィンケルホック - ピエルルイジ・マルティニ - ヤニック・ダルマス   | BMW S70 6.0 L V12                  | M    | 365  |
| 2   | LMGTP | 3  | トヨタ・モータースポーツ                       | - 片山右京 - 土屋圭市 - 鈴木利男                                               | トヨタ・GT-One TS020               | M    | 364  |
| 2   | LMGTP | 3  | トヨタ・モータースポーツ                       | - 片山右京 - 土屋圭市 - 鈴木利男                                               | トヨタ R36V-R 3.6 L ターボ V8      | M    | 364  |
| 3   | LMP   | 8  | アウディ・スポーツ・チーム・ヨースト           | - フランク・ビエラ - ディディエ・セイス - エマニュエル・ピロ                   | アウディ・R8R                      | M    | 360  |
| 3   | LMP   | 8  | アウディ・スポーツ・チーム・ヨースト           | - フランク・ビエラ - ディディエ・セイス - エマニュエル・ピロ                   | アウディ 3.6 L ターボ V8           | M    | 360  |
| 4   | LMP   | 7  | アウディ・スポーツ・チーム・ヨースト           | - ミケーレ・アルボレート - リナルド・カペッロ - ローレン・アイエロ             | アウディ・R8R                      | M    | 346  |
| 4   | LMP   | 7  | アウディ・スポーツ・チーム・ヨースト           | - ミケーレ・アルボレート - リナルド・カペッロ - ローレン・アイエロ             | アウディ 3.6 L ターボ V8           | M    | 346  |
| 5   | LMP   | 18 | プライス+ブシャー                              | - トーマス・ブシャー - ビル・オーバーレン - スティーブ・ソパー                 | BMW・V12 LM                        | Y    | 345  |
| 5   | LMP   | 18 | プライス+ブシャー                              | - トーマス・ブシャー - ビル・オーバーレン - スティーブ・ソパー                 | BMW S70 6.0 L V12                  | Y    | 345  |
| 6   | LMP   | 13 | クラージュ・コンペティション                   | - アレックス・カフィ - アンドレア・モンテルミーニ - ドメニコ・スキャッタレーラ | クラージュ・C52                    | B    | 342  |
| 6   | LMP   | 13 | クラージュ・コンペティション                   | - アレックス・カフィ - アンドレア・モンテルミーニ - ドメニコ・スキャッタレーラ | 日産 VRH35L 3.5 L ターボ V8        | B    | 342  |
| 7   | LMP   | 12 | パノス・モータースポーツ                       | - デビッド・ブラバム - エリック・ベルナール - ブッチ・ライツィンガー           | パノス・LMP-1 ロードスターS        | M    | 336  |
| 7   | LMP   | 12 | パノス・モータースポーツ                       | - デビッド・ブラバム - エリック・ベルナール - ブッチ・ライツィンガー           | フォード-エラン 6.0 L V8           | M    | 336  |
| 8   | LMP   | 21 | ニッサン・モータースポーツ・インターナショナル | - ディディエ・コッタズ - マルク・ホーセンス - フレドリック・エグブロム         | クラージュ・C52                    | B    | 335  |
| 8   | LMP   | 21 | ニッサン・モータースポーツ・インターナショナル | - ディディエ・コッタズ - マルク・ホーセンス - フレドリック・エグブロム         | 日産 VRH35L 3.5 L ターボ V8        | B    | 335  |
| 9   | LMP   | 14 | ペスカロロ・スポール                           | - アンリ・ペスカロロ - ミシェル・フェルテ - パトリス・ゲイ                     | クラージュ・C50                    | P    | 327  |
| 9   | LMP   | 14 | ペスカロロ・スポール                           | - アンリ・ペスカロロ - ミシェル・フェルテ - パトリス・ゲイ                     | ポルシェ 3.0 L ターボ フラット6    | P    | 327  |
| 10  | LMGTS | 51 | バイパー・チーム・オレカ                       | - オリビエ・ベレッタ - カール・ヴェンドリンガー - ドミニク・デュプイ           | クライスラー・バイパーGTS-R        | M    | 325  |
| 10  | LMGTS | 51 | バイパー・チーム・オレカ                       | - オリビエ・ベレッタ - カール・ヴェンドリンガー - ドミニク・デュプイ           | クライスラー 8.0 L V10             | M    | 325  |
| 11  | LMP   | 11 | パノス・モータースポーツ                       | - ジョニー・オコーネル - ヤン・マグヌッセン - マックス・アンジェレッリ         | パノス・LMP-1 ロードスターS        | M    | 323  |
| 11  | LMP   | 11 | パノス・モータースポーツ                       | - ジョニー・オコーネル - ヤン・マグヌッセン - マックス・アンジェレッリ         | フォード-エラン 6.0 L V8           | M    | 323  |
| 12  | LMGTS | 52 | バイパー・チーム・オレカ                       | - Tommy Archer - ジャスティン・ベル - マルク・デュエツ                         | クライスラー・バイパー GTS-R       | M    | 318  |
| 12  | LMGTS | 52 | バイパー・チーム・オレカ                       | - Tommy Archer - ジャスティン・ベル - マルク・デュエツ                         | クライスラー 8.0 L V10             | M    | 318  |
| 13  | LMGT  | 81 | マンタイ・レーシング                           | - ウーヴェ・アルツェン - パトリック・ヒュイスマン - ルカ・リッチテリ           | ポルシェ・911 GT3-R                | P    | 317  |
| 13  | LMGT  | 81 | マンタイ・レーシング                           | - ウーヴェ・アルツェン - パトリック・ヒュイスマン - ルカ・リッチテリ           | ポルシェ 3.6 L フラット6           | P    | 317  |
| 14  | LMGTS | 56 | Hugh Chamberlain                               | - ニ・アモリム - ジョン・フーゲンホルツ - トニー・セイラー                     | クライスラー・バイパー GTS-R       | M    | 314  |
| 14  | LMGTS | 56 | Hugh Chamberlain                               | - ニ・アモリム - ジョン・フーゲンホルツ - トニー・セイラー                     | クライスラー 8.0 L V10             | M    | 314  |
| 15  | LMGTS | 50 | CICA チーム・オレカ                            | - Manuel Mello-Breyner - Pedro Mello-Breyner - Tomaz Mello-Breyner             | クライスラー・バイパー GTS-R       | M    | 312  |
| 15  | LMGTS | 50 | CICA チーム・オレカ                            | - Manuel Mello-Breyner - Pedro Mello-Breyner - Tomaz Mello-Breyner             | クライスラー 8.0 L V10             | M    | 312  |
| 16  | LMGTS | 55 | ポール・ベルモンド・レーシング                 | - エマニュエル・クレリコ - Jean-Claude Lagniez - Guy Martinolle                | クライスラー・バイパー GTS-R       | D    | 309  |
| 16  | LMGTS | 55 | ポール・ベルモンド・レーシング                 | - エマニュエル・クレリコ - Jean-Claude Lagniez - Guy Martinolle                | クライスラー 8.0 L V10             | D    | 309  |
| 17  | LMGTS | 54 | ポール・ベルモンド・レーシング                 | - ポール・ベルモンド - ティアゴ・モンテイロ - マルク・ロスタン                 | クライスラー・バイパー GTS-R       | D    | 299  |
| 17  | LMGTS | 54 | ポール・ベルモンド・レーシング                 | - ポール・ベルモンド - ティアゴ・モンテイロ - マルク・ロスタン                 | クライスラー 8.0L V10              | D    | 299  |
| 18  | LMGTS | 64 | コンラッド・モータースポーツ                   | - フランツ・コンラット - Peter Kitchak - Charles Slater                        | ポルシェ・911 GT2                  | D    | 293  |
| 18  | LMGTS | 64 | コンラッド・モータースポーツ                   | - フランツ・コンラット - Peter Kitchak - Charles Slater                        | ポルシェ 3.8 L ターボ フラット6    | D    | 293  |
| 19  | LMGT  | 80 | Champion Racing Dave Maraj                     | - ディルク・ミューラー - ボブ・ウォレク - ベルント・マイレンダー               | ポルシェ・911 GT3-R                | P    | 292  |
| 19  | LMGT  | 80 | Champion Racing Dave Maraj                     | - ディルク・ミューラー - ボブ・ウォレク - ベルント・マイレンダー               | ポルシェ 3.6 L フラット6           | P    | 292  |
| 20  | LMGTS | 62 | Roock Racing International Motorsport          | - Claudia Hürtgen - André Ahrlé - Vincent Vosse                                | ポルシェ・911 GT2                  | Y    | 290  |
| 20  | LMGTS | 62 | Roock Racing International Motorsport          | - Claudia Hürtgen - André Ahrlé - Vincent Vosse                                | ポルシェ 3.8 L ターボ フラット6    | Y    | 290  |
| 21  | LMGT  | 84 | Perspective Racing                             | - Thierry Perrier - Jean-Louis Ricci - Michel Nourry                           | ポルシェ・911 カレラ RSR           | P    | 288  |
| 21  | LMGT  | 84 | Perspective Racing                             | - Thierry Perrier - Jean-Louis Ricci - Michel Nourry                           | ポルシェ 3.8 L フラット6           | P    | 288  |
| 22  | LMGTS | 57 | Hugh Chamberlain                               | - Thomas Erdos - Christian Vann - Christian Gläsel                             | クライスラー・バイパー GTS-R       | M    | 270  |
| 22  | LMGTS | 57 | Hugh Chamberlain                               | - Thomas Erdos - Christian Vann - Christian Gläsel                             | クライスラー 8.0 L V10             | M    | 270  |
| NC  | LMGTS | 65 | Société Cheréau                                | - Jean-Luc Chéreau - Patrice Goueslard - Pierre Yver                           | ポルシェ・911 GT2                  | M    | 240  |
| NC  | LMGTS | 65 | Société Cheréau                                | - Jean-Luc Chéreau - Patrice Goueslard - Pierre Yver                           | ポルシェ 3.8 L ターボ フラット6    | M    | 240  |
| DNF | LMP   | 17 | チームBMWモータースポーツ                      | - トム・クリステンセン - J.J.レート - ヨルグ・ミューラー                       | BMW・V12 LMR                       | M    | 304  |
| DNF | LMP   | 17 | チームBMWモータースポーツ                      | - トム・クリステンセン - J.J.レート - ヨルグ・ミューラー                       | BMW S70 6.0 L V12                  | M    | 304  |
| DNF | LMGTS | 53 | バイパー・チーム・オレカ                       | - デイビッド・ダナヒュー - ジャン＝フィリップ・ベロク - ソエイル・アヤリ       | クライスラー・バイパー GTS-R       | M    | 271  |
| DNF | LMGTS | 53 | バイパー・チーム・オレカ                       | - デイビッド・ダナヒュー - ジャン＝フィリップ・ベロク - ソエイル・アヤリ       | クライスラー 8.0 L V10             | M    | 271  |
| DNF | LMGTS | 63 | Roock Racing International Motorsport          | - Hubert Haupt - John Robinson - Hugh Price                                    | ポルシェ・911 GT2                  | Y    | 232  |
| DNF | LMGTS | 63 | Roock Racing International Motorsport          | - Hubert Haupt - John Robinson - Hugh Price                                    | ポルシェ 3.8 L ターボ フラット6    | Y    | 232  |
| DNF | LMP   | 19 | チーム郷                                       | - ヒロ松下 - 加藤寛規 - 中谷明彦                                               | BMW・V12 LM                        | M    | 223  |
| DNF | LMP   | 19 | チーム郷                                       | - ヒロ松下 - 加藤寛規 - 中谷明彦                                               | BMW S70 6.0 L V12                  | M    | 223  |
| DNF | LMP   | 26 | コンラッド・モータースポーツ                   | - ヤン・ラマース - ピーター・コックス - トム・コロネル                         | ローラ・B98/10                     | D    | 213  |
| DNF | LMP   | 26 | コンラッド・モータースポーツ                   | - ヤン・ラマース - ピーター・コックス - トム・コロネル                         | フォード-ラウシュ 6.0 L V8         | D    | 213  |
| DNF | LMGTP | 10 | アウディスポーツUK                             | - ジェームス・ウィーバー - アンディ・ウォレス - ペリー・マッカーシー           | アウディ・R8C                      | M    | 198  |
| DNF | LMGTP | 10 | アウディスポーツUK                             | - ジェームス・ウィーバー - アンディ・ウォレス - ペリー・マッカーシー           | アウディ 3.6 L ターボ V8           | M    | 198  |
| DNF | LMGTP | 2  | トヨタ・モータースポーツ                       | - ティエリー・ブーツェン - ラルフ・ケルナーズ - アラン・マクニッシュ           | トヨタ・GT-One TS020               | M    | 173  |
| DNF | LMGTP | 2  | トヨタ・モータースポーツ                       | - ティエリー・ブーツェン - ラルフ・ケルナーズ - アラン・マクニッシュ           | トヨタ R36V 3.6 L ターボ V8        | M    | 173  |
| DNF | LMGTS | 61 | フライジンガーモータースポーツ                 | - Ernst Palmberger - Wolfgang Kaufmann - Michel Ligonnet                       | ポルシェ・911 GT2                  | D    | 157  |
| DNF | LMGTS | 61 | フライジンガーモータースポーツ                 | - Ernst Palmberger - Wolfgang Kaufmann - Michel Ligonnet                       | ポルシェ 3.8 L ターボ フラット6    | D    | 157  |
| DNF | LMP   | 27 | クレマー・レーシング                           | - トーマス・サルダーニャ - グラント・オーベル - ディディエ・デ・ラディゲス     | ローラ・B98/10                     | G    | 146  |
| DNF | LMP   | 27 | クレマー・レーシング                           | - トーマス・サルダーニャ - グラント・オーベル - ディディエ・デ・ラディゲス     | フォード-ラウシュ 6.0 L V8         | G    | 146  |
| DNF | LMGTS | 67 | ラルブル・コンペティション                     | - ジャン＝ピエール・ジャリエ - セバスチャン・ボーデ - Pierre de Thoisy         | ポルシェ・911 GT2                  | M    | 134  |
| DNF | LMGTS | 67 | ラルブル・コンペティション                     | - ジャン＝ピエール・ジャリエ - セバスチャン・ボーデ - Pierre de Thoisy         | ポルシェ 3.8 L ターボ フラット6    | M    | 134  |
| DNF | LMGTS | 66 | Estoril Racing Communication                   | - Manuel Monteiro - Michel Monteiro - Michel Maisonneuve                       | ポルシェ・911 GT2                  | P    | 123  |
| DNF | LMGTS | 66 | Estoril Racing Communication                   | - Manuel Monteiro - Michel Monteiro - Michel Maisonneuve                       | ポルシェ 3.8 L ターボ フラット6    | P    | 123  |
| DNF | LMP   | 22 | ニッサン・モータースポーツ・インターナショナル | - ミハエル・クルム - 本山哲 - エリック・コマス                                 | 日産・R391                         | B    | 110  |
| DNF | LMP   | 22 | ニッサン・モータースポーツ・インターナショナル | - ミハエル・クルム - 本山哲 - エリック・コマス                                 | 日産 VRH50A 5.0 L V8               | B    | 110  |
| DNF | LMGTP | 1  | トヨタ・モータースポーツ                       | - マーティン・ブランドル - エマニュエル・コラール - ヴィンセンツォ・ソスピリ   | トヨタ・GT-One TS020               | M    | 90   |
| DNF | LMGTP | 1  | トヨタ・モータースポーツ                       | - マーティン・ブランドル - エマニュエル・コラール - ヴィンセンツォ・ソスピリ   | トヨタ R36V 3.6 L ターボ V8        | M    | 90   |
| DNF | LMP   | 25 | DAMS                                           | - クリストフ・タンソー - フランク・モンタニー - デビッド・テリエン             | ローラ・B98/10                     | P    | 77   |
| DNF | LMP   | 25 | DAMS                                           | - クリストフ・タンソー - フランク・モンタニー - デビッド・テリエン             | ジャッド GV4 4.0 L V10             | P    | 77   |
| DNF | LMGTP | 6  | AMGメルセデス                                  | - ベルント・シュナイダー - フランク・ラゴルス - ペドロ・ラミー                 | メルセデス・ベンツ・CLR            | B    | 76   |
| DNF | LMGTP | 6  | AMGメルセデス                                  | - ベルント・シュナイダー - フランク・ラゴルス - ペドロ・ラミー                 | メルセデス・ベンツ GT108C 5.7 L V8 | B    | 76   |
| DNF | LMGTP | 5  | AMGメルセデス                                  | - クリストフ・ブシュー - ニック・ハイドフェルド - ピーター・ダンブレック       | メルセデス・ベンツ・CLR            | B    | 75   |
| DNF | LMGTP | 5  | AMGメルセデス                                  | - クリストフ・ブシュー - ニック・ハイドフェルド - ピーター・ダンブレック       | メルセデス・ベンツ GT108C 5.7 L V8 | B    | 75   |
| DNF | LMP   | 24 | オートエグゼ・モータースポーツ                 | - 寺田陽次郎 - フランク・フレオン - ロビン・ドノヴァン                         | オートエグゼ LMP99                 | Y    | 74   |
| DNF | LMP   | 24 | オートエグゼ・モータースポーツ                 | - 寺田陽次郎 - フランク・フレオン - ロビン・ドノヴァン                         | フォード 6.0 L V8                  | Y    | 74   |
| DNF | LMP   | 29 | JB Jabouille-Bouresche                         | - ジェローム・ポリカン - マウロ・バルディ - クリスチャン・ペスカトリ           | フェラーリ・333SP                  | P    | 71   |
| DNF | LMP   | 29 | JB Jabouille-Bouresche                         | - ジェローム・ポリカン - マウロ・バルディ - クリスチャン・ペスカトリ           | フェラーリ F130E 4.0 L V12         | P    | 71   |
| DNF | LMP   | 32 | ライリー&スコット ヨーロッパ                   | - マルコ・アピチェラ - カール・ローゼンブラッド - Shane Lewis                  | ライリー&スコット Mk III/2         | P    | 67   |
| DNF | LMP   | 32 | ライリー&スコット ヨーロッパ                   | - マルコ・アピチェラ - カール・ローゼンブラッド - Shane Lewis                  | フォード 6.0 L V8                  | P    | 67   |
| DNF | LMGTP | 9  | アウディスポーツUK                             | - ステファン・ヨハンソン - ステファン・オルテリ - クリスチャン・アプト         | アウディ・R8C                      | M    | 55   |
| DNF | LMGTP | 9  | アウディスポーツUK                             | - ステファン・ヨハンソン - ステファン・オルテリ - クリスチャン・アプト         | アウディ 3.6 L ターボ V8           | M    | 55   |
| DNF | LMP   | 31 | ライリー&スコット ヨーロッパ                   | - フィリップ・ガッシェ - Gary Formato - オリビエ・テブナン                     | ライリー&スコット Mk III/2         | P    | 25   |
| DNF | LMP   | 31 | ライリー&スコット ヨーロッパ                   | - フィリップ・ガッシェ - Gary Formato - オリビエ・テブナン                     | フォード 6.0 L V8                  | P    | 25   |
| DNF | LMGTS | 60 | フライジンガーモータースポーツ                 | - Ray Lintott - Manfred Jurasz - 池谷勝則                                      | ポルシェ・911 GT2                  | D    | 24   |
| DNF | LMGTS | 60 | フライジンガーモータースポーツ                 | - Ray Lintott - Manfred Jurasz - 池谷勝則                                      | ポルシェ 3.8 L ターボ フラット6    | D    | 24   |
| DNS | LMGTP | 4  | AMGメルセデス                                  | - マーク・ウェバー - ジャン＝マルク・グーノン - マルセル・ティーマン           | メルセデス・ベンツ・CLR            | B    | -    |
| DNS | LMGTP | 4  | AMGメルセデス                                  | - マーク・ウェバー - ジャン＝マルク・グーノン - マルセル・ティーマン           | メルセデス・ベンツ GT108C 5.7 L V8 | B    | -    |
| DNS | LMP   | 23 | ニッサン・モータースポーツ・インターナショナル | - 鈴木亜久里 - 影山正美 - エリック・ヴァン・デ・ポール                         | 日産・R391                         | B    | -    |
| DNS | LMP   | 23 | ニッサン・モータースポーツ・インターナショナル | - 鈴木亜久里 - 影山正美 - エリック・ヴァン・デ・ポール                         | 日産 VRH50A 5.0 L V8               | B    | -    |
| DNS | LMGT  | 83 | Gérard MacQuillan                              | - Michel Neugarten - Gérard MacQuillan - Chris Gleason                         | ポルシェ・911 カレラ RSR           | Y    | -    |
| DNS | LMGT  | 83 | Gérard MacQuillan                              | - Michel Neugarten - Gérard MacQuillan - Chris Gleason                         | ポルシェ 3.8L フラット6            | Y    | -    |

## 統計
- ポールポジション-＃1トヨタモータースポーツ/ TTE-3：29.930
- ファステストラップ-＃3トヨタモータースポーツ/ TTE-3：35.052
- 距離-4968km
- 平均速度-207km / h
- 最高速—トヨタGT-One-352km / h（プラクティス）